# Schuberth GmbH
Die Schuberth Holding GmbH (vormals: Schuberth Helme GmbH) ist ein deutsches Unternehmen für Kopfschutztechnologie mit Sitz in Magdeburg. 
Hauptprodukt sind diverse Kopfschutzsysteme für die Bereiche Motorrad, Motorsport, Arbeitsschutz, Feuerwehr, Polizei sowie Militär. Besonders bekannt ist das Unternehmen als Hersteller von Motorrad- und Motorsporthelmen.
Die Schuberth GmbH engagiert sich seit 1999 in der Formel 1, stattet diverse Teams mit Helmen aus und unterhält eine Sponsorpartnerschaft mit Mercedes. Aktuell produziert Schuberth pro Jahr etwa eine Million Helme.

## Geschichte

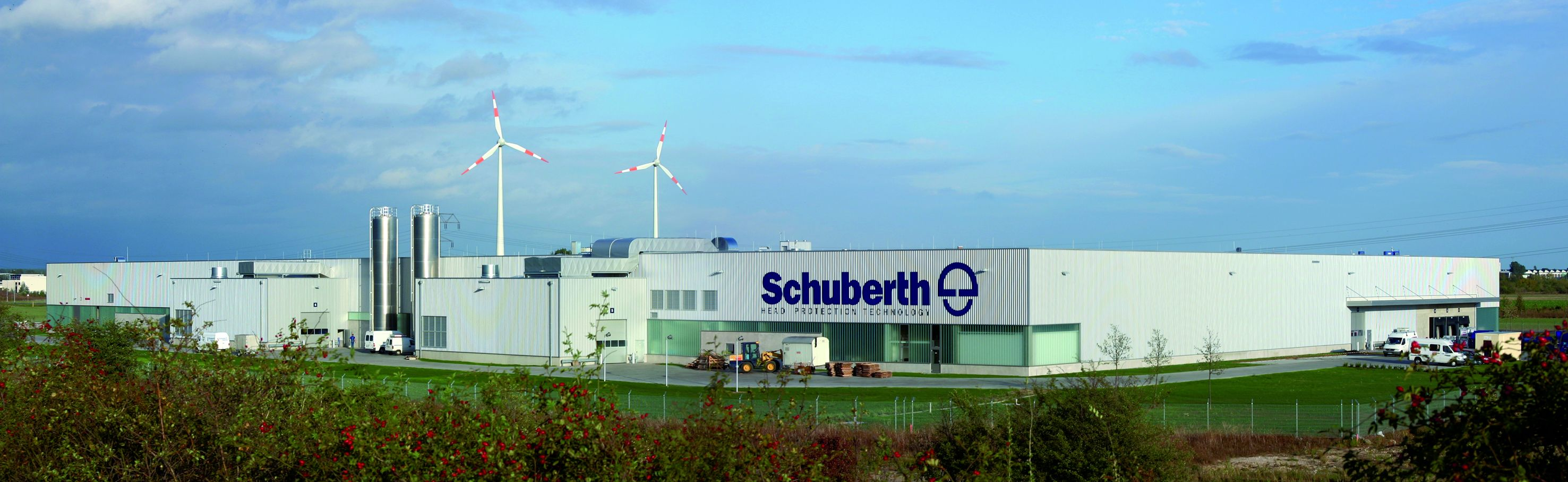
Schuberth GmbH – Werk in Magdeburg

Im Jahr 1922 wurde die Firma Schuberth in Braunschweig als Möbeltischlerei in der Nachbarschaft einer Brauerei gegründet, um den dort ausgedienten Arbeitern eine Weiterbeschäftigung zu ermöglichen.
Während der Kriegsjahre fertigte die Schuberth-Werk K.G. Innenfutter für Stahlhelme des Typs M31-M35. Sie hielten beim D. R. P. (Deutsches Reichspatentamt) ein Patent für ein Aluminium-Innenfutter, welches das Tragen der Stahlhelme für die Soldaten bequemer machen sollte. Es wurden Innenfutter mit Größenangabe als Bruchzahl hergestellt und mit n.A. („neue Art“), sowie mit a.A. („alte Art“) geprägt.
In den frühen 1950er-Jahren nahm Schuberth die Entwicklung und Produktion von Kopfschutzsystemen auf. Bereits 1952 wurde der erste Arbeitsschutzhelm präsentiert sowie eine neue Innenausstattung für die Stahlhelme des Bundesgrenzschutzes und der Länderpolizeien. Im Jahr 1954 kam der erste Motorradhelm mit dem Namen „Aero“ auf den Markt. Seit 1956 produziert Schuberth auch Schutzhelme für das Militär, zunächst für die Besatzungsmächte Westdeutschlands, dann auch für die deutsche Bundeswehr. Unter der Führung des Unternehmers Christian Zahn (* 25. Dezember 1926 in Braunschweig), auch Geschäftsführer von Schuberth Sarl, Collegien (Frankreich), und Schuberth Corporation, Flowery Branch (GA./USA), wuchs das Unternehmen zum größten Helmproduzenten Europas. Im Jahr 1976 präsentierte die Schuberth GmbH den ersten Motorrad-Integralhelm. Seit 1985 nutzt das Unternehmen einen eigenen Windkanal und Klimaprüfstand bei der Entwicklung seiner Produkte. Unter (Christian-)Alexander Zahn, Sohn von Christian Zahn, entwickelte sich das Familienunternehmen zu einem renommierten Premium-Anbieter. Unter seiner Leitung wurde 2003 die Helmproduktion von Braunschweig (Niedersachsen) nach Magdeburg (Sachsen-Anhalt) verlegt. Im Jahr 2006 ging der Familienbesitz in das Eigentum eines US-amerikanischen Private-Equity-Fonds über. 2008 wurden auch die Bereiche Forschung und Entwicklung, Marketing und Vertrieb von Braunschweig nach Magdeburg verlegt. Endgültig abgeschlossen war die Unternehmensumsiedlung nach Magdeburg allerdings erst im Jahr 2015 mit dem Umzug des Schuberth Air & Acoustic Labs, dem eigenen Aerodynamik- und Aeroakustik-Windkanal mit Klimaprüfstand.
Im September 2013 erwarb der in München ansässige Perusa Fonds die Mehrheit der Geschäftsanteile an der Schuberth GmbH und deren Tochtergesellschaften (Schuberth Gruppe). Eine Minderheitsbeteiligung verblieb bei der Verkäuferin Susquehana International Group, LLC. Seit 2013 leitet Jan-Christian Becker das Unternehmen als Geschäftsführer. Im Jahr 2014 kaufte Schuberth das italienische Spezialunternehmen für Helminnenausstattungen Teca25 und integrierte es in die Schuberth Holding, im Jahr darauf wurde die italienische Vertriebsgesellschaft Schuberth Italia S.r.L. gegründet. 2014 führte Schuberth eine selbstentwickelte Helmtechnologie ein, das „Direct Fibre Processing“, das an die Fertigungsmethoden der Flugzeugindustrie angelehnt ist. Im selben Jahr ging Schuberth für die Entwicklung und den Vertrieb eines neuen Polizeischutzsystems (Helm-Maskenkombination HMK 150) eine Kooperation mit Avon Protection und Ceotronics ein, um neue technische Richtlinien der Polizei zu erfüllen. Seit 2015 dient eine weitere Kooperation mit der 3M Gruppe der gemeinsamen Entwicklung und dem Vertrieb von Polizei- und Militärhelmen. Aktuell exportiert Schuberth weltweit in 55 Länder und unterhält eine eigene Vertriebsgesellschaft in Nordamerika.

## Produkte

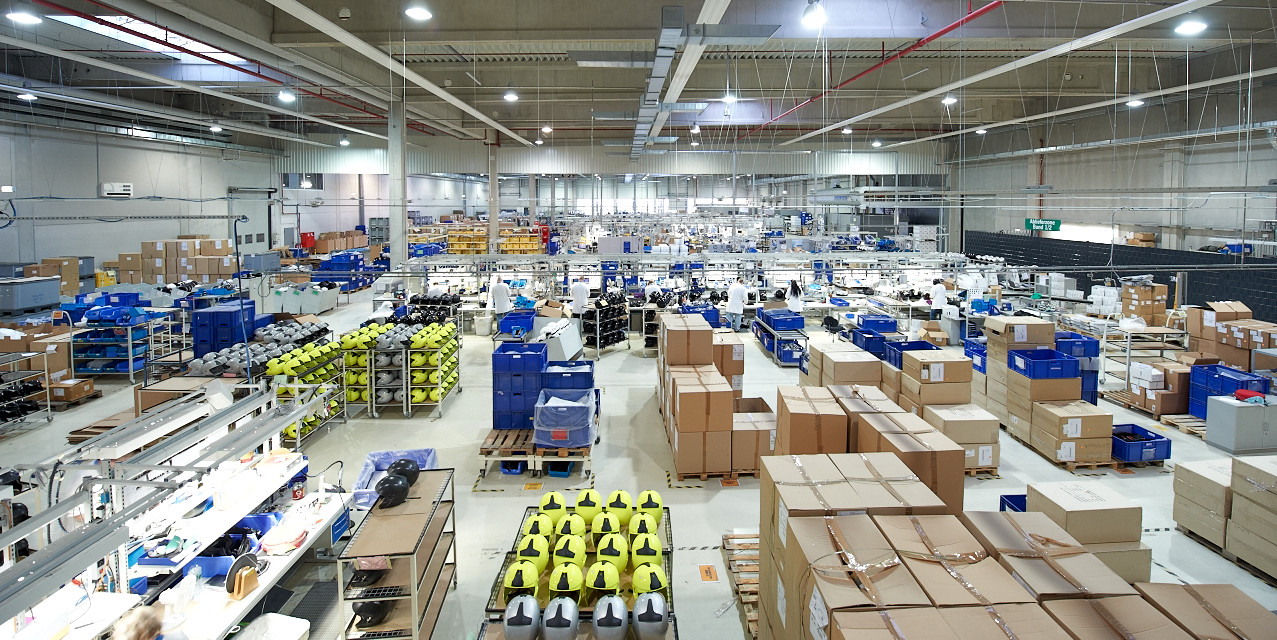
Blick in die Fabrikation

Die Helme werden im betriebseigenen Wind- und Akustikkanal auf ihre Aerodynamik getestet.
Schuberth gewann 2018 zum 13. Mal in Folge die Leserwahl „Best Brand“ von Europas größtem Motorrad-Magazin Motorrad in der Kategorie Helme. Der Klapphelm C3 Pro wurde mit dem iF product design Award 2014 ausgezeichnet. Der Nachfolger C4 wurde von der Zeitschrift Motorrad zum besten Klapphelm 2017 ausgezeichnet. Dieser wurde ab 2019 in der überarbeiteten Variante C4 Pro angeboten, der nun neben der gewohnten Fiberglas-Helmschale auch in einer Ausführung mit Carbon-Helmschale erhältlich ist. Seit 2021 ist das Nachfolgermodell C5 auf dem Markt, der nun auch nach der neuen europäischen Richtlinie für Motorradhelme ECE 22.06 geprüft wurde. Durch die Anwendung der neuen Prüfnorm ist der Helm P/J-homologiert, was bedeutet, dass der Helm sowohl mit geöffnetem, als auch geschlossenem Kinnteil geprüft wurde und somit auch in beiden Zuständen verwendet werden darf.
Schuberth produziert zudem Schutzhelme für das Bau-, Stahl-, Chemie-, Energie- und Forstgewerbe.
Seit ihrer Gründung stattet Schuberth die Bundeswehr aus und war maßgeblich an der Weiterentwicklung des Gefechtshelms beteiligt. Für Paraden und Postenstehen (Protokollhelm) wurde 1956 ein Helm der Firma aus Kunststoff eingesetzt, der nur 235 Gramm wog. Auch das Schweizer Militär trägt Schuberth-Helme. Neben der deutschen Polizei und Feuerwehr sind auch viele europäische Einsatzkräfte mit Helmen des Unternehmens ausgestattet. Die Grenzschutzgruppe 9 (GSG 9) stattete ihre Helme mit Helmfutter der modernen Variante der Firma Schuberth aus.

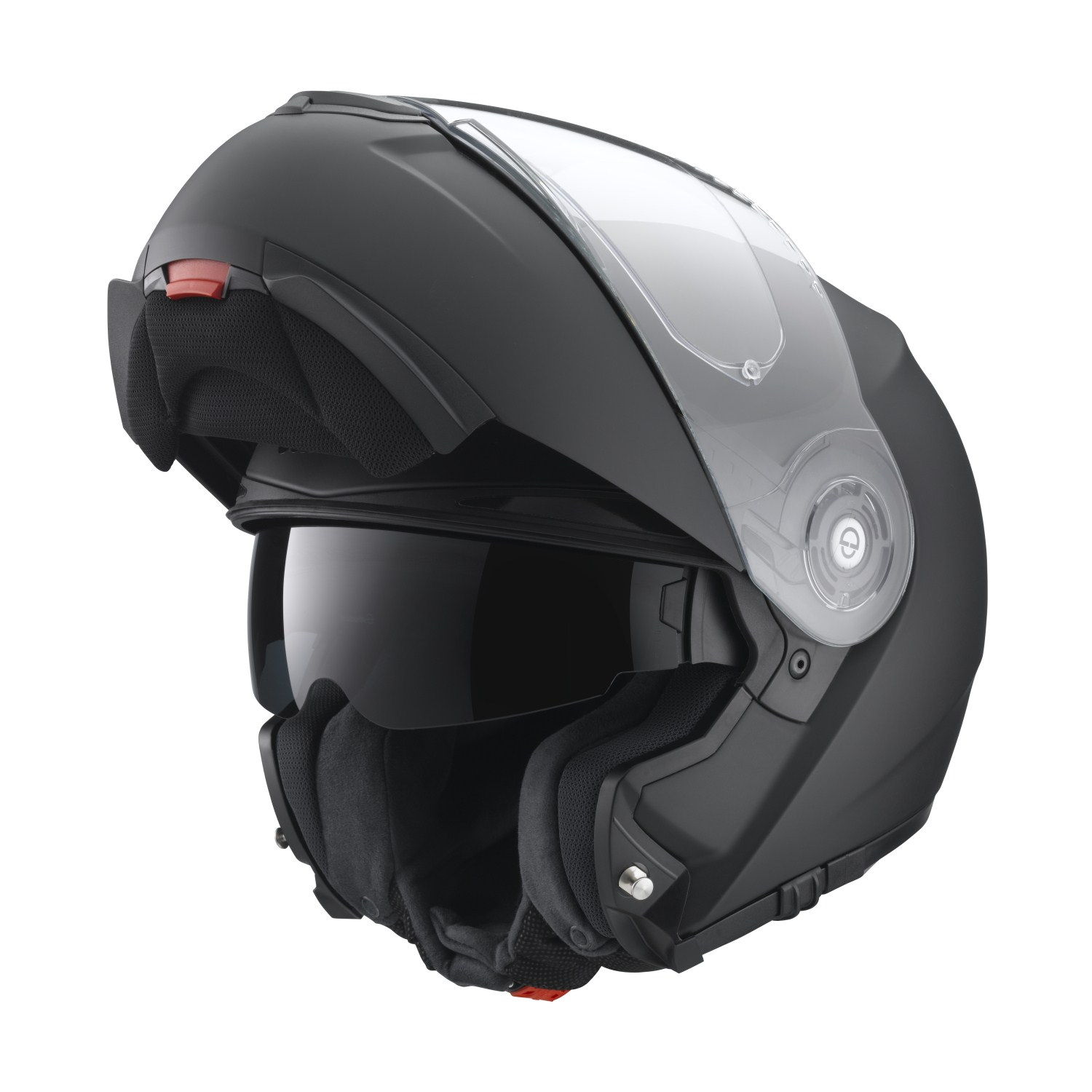
Motorrad-Helm C3 Pro
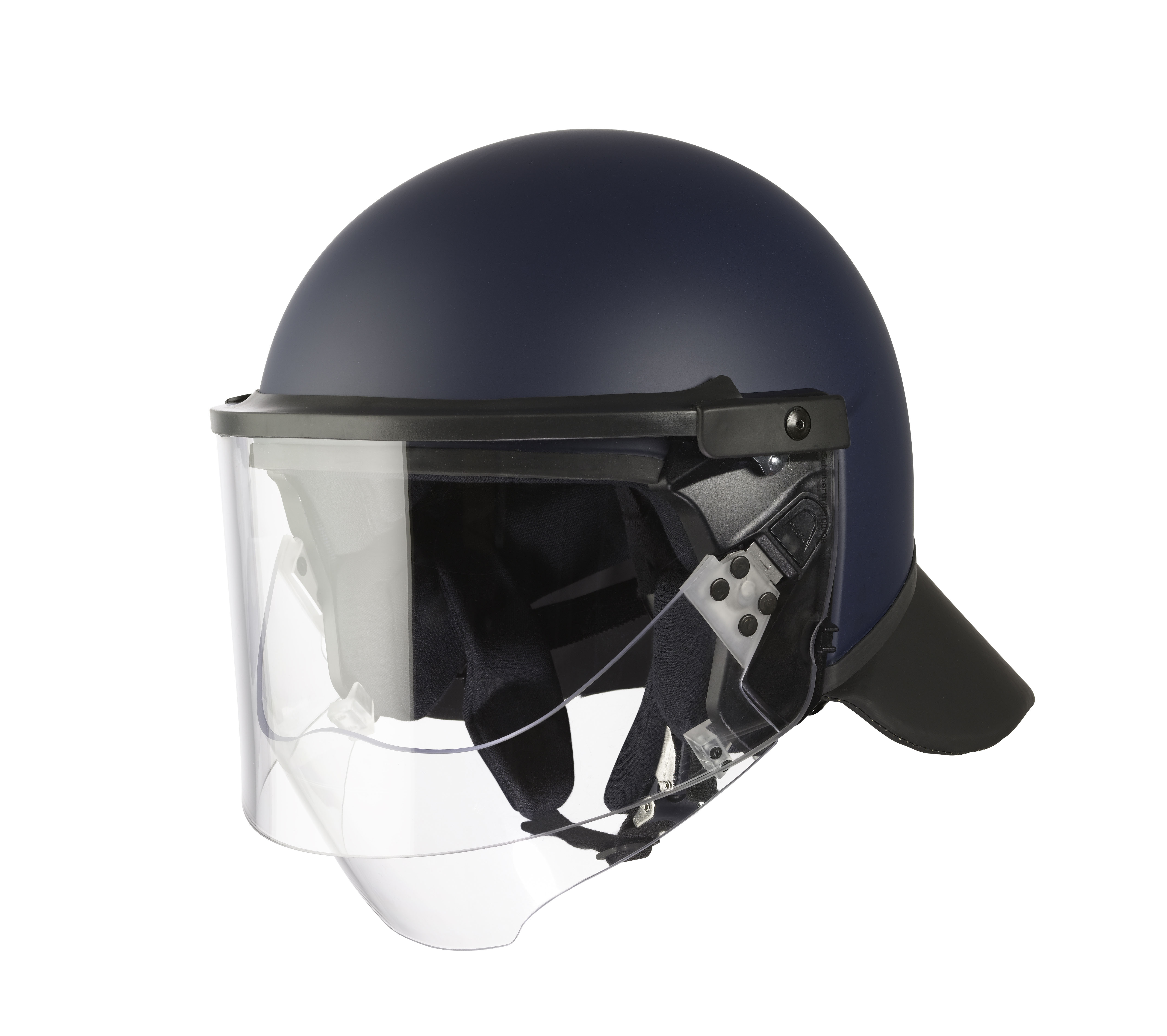
Polizei-Helm P100N
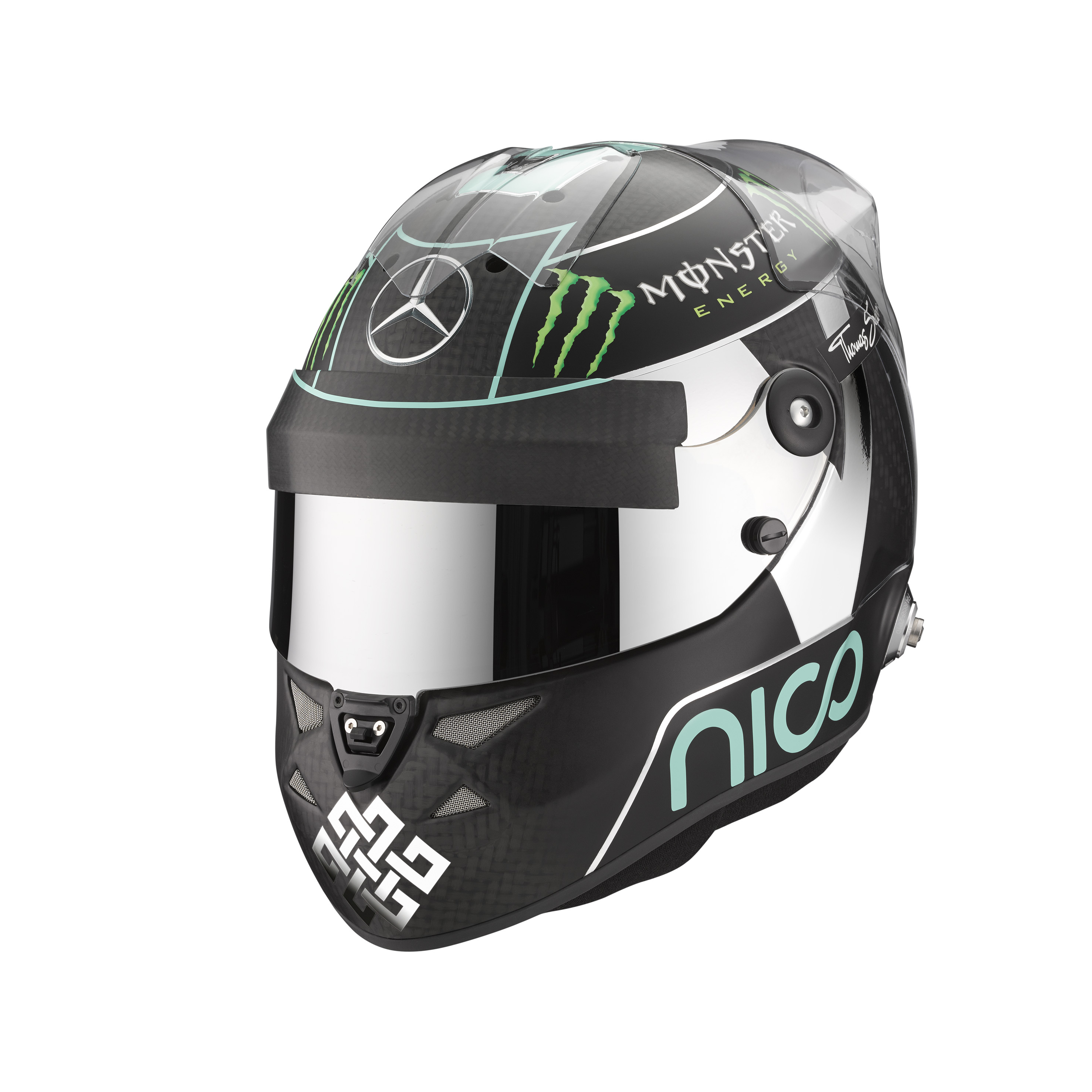
Formel-1-Helm Nico Rosberg
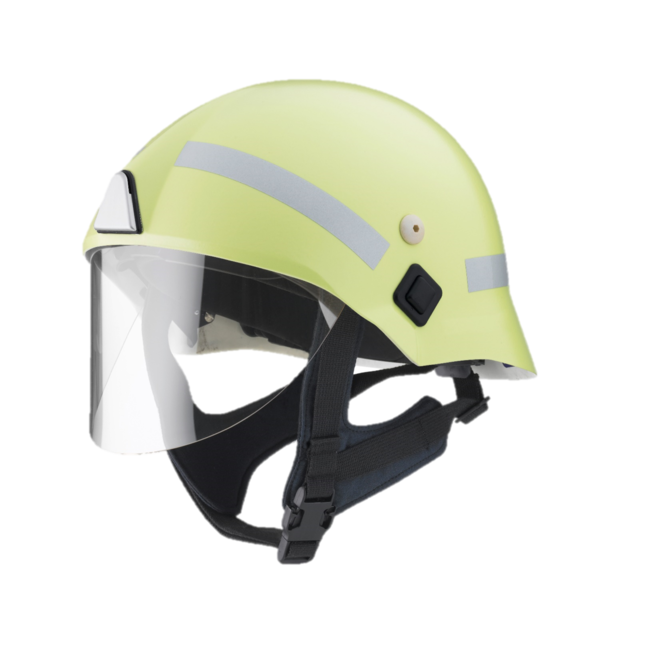
Feuerwehrhelm F220 Nachleuchtend
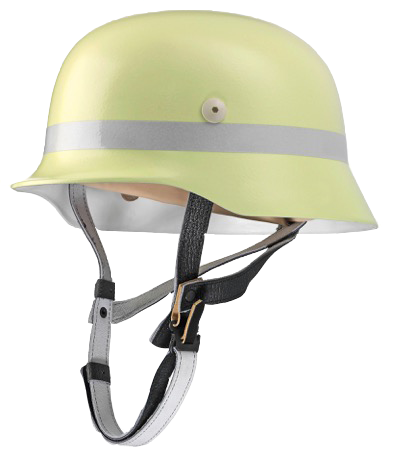
Feuerwehrhelm F120 Pro Nachleuchtend

## Engagement im Motorsport
1999 startete Schuberth sein Engagement als Sponsor in der Formel 1. Nick Heidfeld war in der Saison 2000 als erster Rennfahrer Werbeträger von Schuberth. Mit Rekord-Weltmeister Michael Schumacher entwickelte sich eine langjährige Verbindung, die auch nach dessen Ausstieg aus der Formel 1 andauerte. In der Saison 2015 trugen unter anderem Nico Rosberg (Rennstall Mercedes AMG Petronas), Felipe Massa (Rennstall Williams Martini Racing), Nico Hülkenberg (Rennstall Sahara Force India) und Sergio Pérez (Rennstall Sahara Force India) den Schuberth-SF1-Helm, der aus Kunststoff besteht, welcher mit 19 Lagen Kohlenstofffasern verstärkt ist. Die Partnerschaft mit Nico Rosberg und Felipe Massa besteht seit dem Jahr 2005.
Die Sicherheit des Formel-1-Helms wurde nach einem schweren Unfall von Felipe Massa beim Großen Preis von Ungarn 2009 positiv erwähnt.
Schuberth rüstet nicht nur Formel-1-Piloten aus, sondern auch Fahrer der IndyCar Series, NASCAR, DTM sowie Nachwuchspiloten der Deutschen Formel-4-Meisterschaft und der Europäischen Formel-3-Meisterschaft. Zu den Fahrern zählen unter anderem Danica Patrick, Mick Schumacher und David Beckmann.
2016 wurde der Helmhersteller Ausrüster des Red Bull MotoGP Rookies Cup, einer Rennserie für Nachwuchs-Motorradfahrer. Auch die Moto2-Fahrer Marcel Schrötter und Jesko Raffin tragen in der WM-Saison Helme von Schuberth.

## Trivia
Bekanntheit erlangte in den späten 1980er-Jahren der Motorradhelm Speed durch die Erwähnung in der Comicserie Werner. Der aus strömungstechnischen Gründen wie ein Golfball gestaltete Helm galt dort als ein Erkennungszeichen der ungeliebten, rollerfahrenden Popper. Obwohl das Design spaltete, war der 1983 vorgestellte Helm der erste Motorradhelm, bei dessen Entwicklung die Erkenntnisse der Aerodynamik Anwendung fanden. Der Helm genießt heute Kultstatus.
Im Jahr 2001 kam es zu Problemen mit dem Feuerwehrhelm Typ H2 der Firma Schuberth. Dies hatte einen Beitrag im Fernsehmagazin Frontal21 am 22. Januar 2002 zur Folge, und führte zu einer Anordnung zur Abwendung besonderer Unfall- und Gesundheitsgefahren nach § 17 Abs. 1 Nr. 2 SGB VII (Gesetzliche Unfallversicherung).